# Baie de Blackhead
La baie de Blackhead est une baie naturelle de l'île de Terre-Neuve dans la province de Terre-Neuve-et-Labrador au Canada.

## Annexe